# El Mercurio de Valparaíso
El Mercurio de Valparaíso, publicado a partir del 12 de septiembre de 1827, es el periódico en circulación más antiguo de Chile y del mundo en lengua castellana de forma ininterrumpida.

## Historia

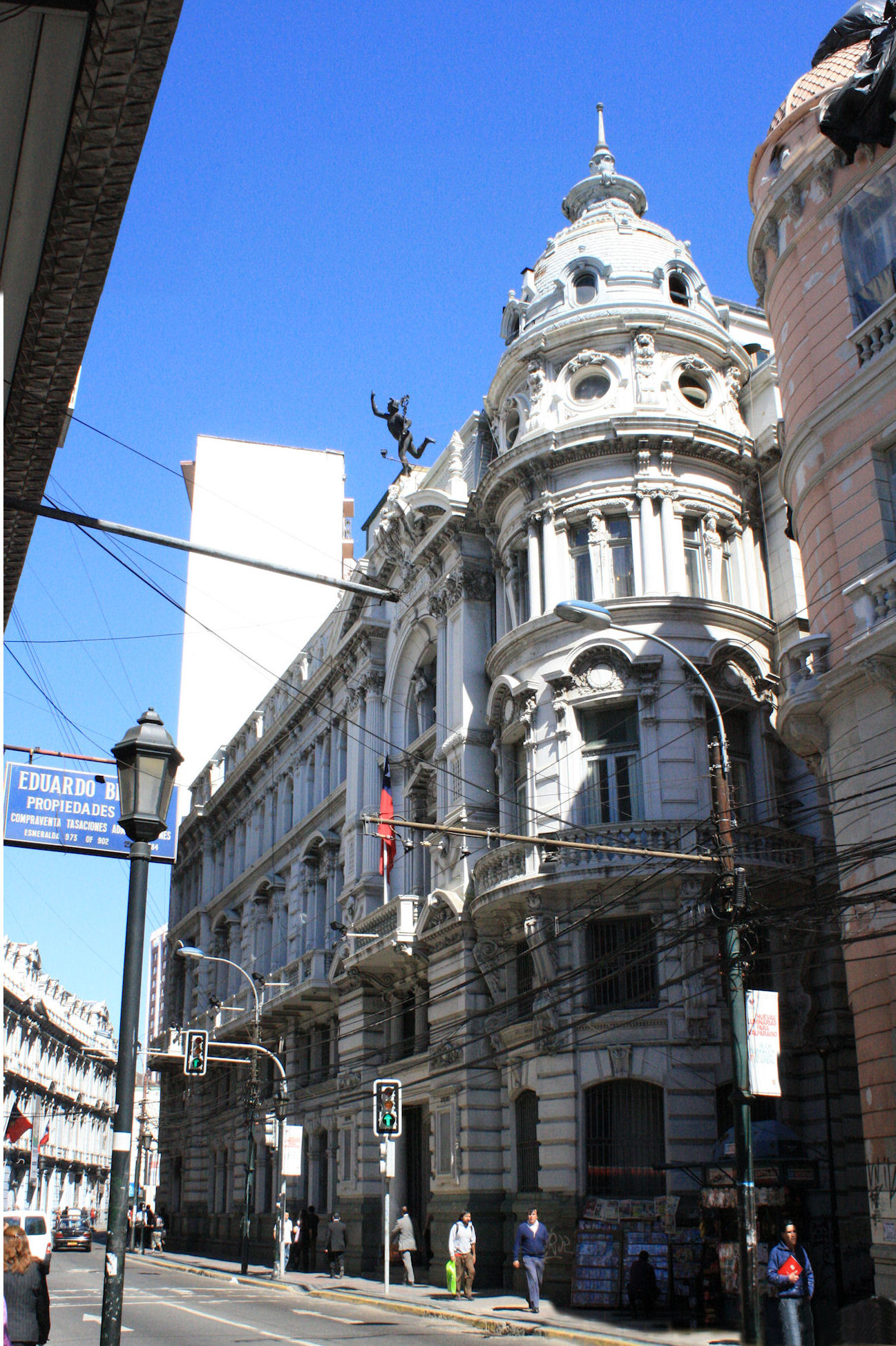
Edificio de El Mercurio de Valparaíso.

### Comienzos
Junto a los tipógrafos Tomás G. Wells, estadounidense, e Ignacio Silva Medina, Pedro Félix Vicuña fundó El Mercurio de Valparaíso, cuyo primer número salió a la calle el miércoles 12 de septiembre de 1827.
El mismo Vicuña lo dejó así establecido en una carta al editor, publicada en el El Mercurio el 16 de julio de 1870, al señalar: 

[...] Yo fui el fundador de este diario y di la mitad de los fondos sin interés alguno para establecerlo. En mi juventud yo redacté los primeros números y lo bauticé con el nombre que lleva; he sido en todas épocas su constante colaborador y mis hijos y yo sufrimos acusaciones en defensa de la justicia que sus columnas registraban, de las que salimos siempre victoriosos.

En sus inicios, El Mercurio de Valparaíso aparecía solo los miércoles y los sábados. No había un equipo permanente de redactores; el periódico se alimentaba de las colaboraciones del fundador y de los amigos invitados a escribir. A veces, estos improvisados redactores no poseían las mínimas habilidades para este desempeño y escribían hasta con faltas de ortografía. Este tipo de periódico tenía una bajísima tirada, hecho que se derivaba de las escasez de papeles y tintas. Para los lectores, el problema se subsanaba con la siguiente práctica: un vecino que sabía leer compraba un ejemplar del diario y lo leía en público durante las tertulias. Solo a partir del 5 de mayo de 1829, El Mercurio de Valparaíso inició sus ediciones diarias. 
En 1829, Pedro Félix Vicuña vendió su participación en el periódico y se trasladó a Santiago, donde fundó el diario El Censor, siguiendo después una dilatada trayectoria política y fundando otras publicaciones de efímera vida.
Entre 1840 y 1842, su propietario fue Manuel Rivadeneyra, quien lo vendió el 1 de septiembre de 1842 a los empresarios José Santos Tornero, español avecindado en Valparaíso y fundador de la primera librería pública de Chile —y más tarde de una cadena de librerías que cubriría las principales ciudades del país— y José Vicente Sánchez, quien se retiró posteriormente de la sociedad. También fue socio su hermano Eusebio Tornero entre 1851 y 1860.

### José Santos Tornero
Desde 1842 hasta 1875, Santos Tornero y sus hijos dirigieron El Mercurio pasando de ser una publicación que aparecía dos veces a la semana a ser un verdadero diario. Por eso Benjamín Vicuña Mackenna lo consideró «el verdadero fundador de El Mercurio, como diario político, social y cosmopolita». Julio Pérez Canto, en su folleto "El periodismo en Chile", afirmó que Tornero «señaló y marcó los nuevos rumbos del periodismo nacional [con la] clara comprensión que de los deberes de la prensa tenía».
Francisco Antonio Encina, en su Historia de Chile, expresó que «el progreso de la industria gráfica y el desarrollo que durante este período tuvieron en Chile las editoriales, fue la obra de dos españoles: Don Manuel Rivadeneyra, quien lo dirigió durante dos años, y don Santos Tornero», agregando más adelante que «Tornero levantó a El Mercurio a una prosperidad comercial que le permitió independizarse del favor gubernativo, al mismo tiempo que daba vuelo al negocio editorial y de librería».
Durante los 22 años que transcurrieron entre 1842 y 1864 en que Tornero tuvo El Mercurio bajo su dirección, pasaron por su redacción periodistas y literatos chilenos y extranjeros —como Alberdi y Sarmiento, entre otros— del más alto nivel. Tornero entendió que no bastaba que el editor-director fuese serio y honorable sino que también el redactor, que seguía sus indicaciones en la columna editorial, debía poseer un gran prestigio como hombre de letras y una amplia cultura. Creó en este aspecto una honrosa tradición que hasta hoy el diario mantiene.
La directa intervención de Santos Tornero en el desarrollo y progreso de El Mercurio como diario de gran credibilidad y difusión fue tan brillante que se le puede considerar como su auténtico mentor y creador, a pesar de no haberlo fundado. Le dio al diario todas las características que lo transformaron en un gran diario en aquella época y que hoy conserva en medio de la modernidad. En 1851 señalaba en un editorial que «para ser apóstol de la verdad, defensor de la ley y del orden, y promovedor infatigable del progreso nacional, no es preciso decir el nombre de pila. El Mercurio tiene marcada la huella de su destino: no se desviará de ella».
Tornero decía en 1860 que «El Mercurio, que no tiene otra bandera que la tricolor de la República, que no es diario pasionario sino de la nación chilena, debe ser independiente y lo será bajo mi dirección. Sin arrastrarse ante el poder, ni atacarlo ciegamente, dará paso a la verdad, sosteniendo en toda circunstancia la conveniencia general, la justicia y el derecho». En la editorial del 2 de julio de 1860, Tornero señalaba que «huirá El Mercurio, con el mayor cuidado, de toda discusión política, pues sabe muy bien que sería peligroso para él ocuparse de tan delicada materia en las circunstancias del país, y el día en que la prensa entre nuevamente en el goce de sus derechos, protesta desde ahora El Mercurio que tratará de política sólo en el punto de vista digno y elevado que conviene a un diario serio e independiente».
El escritor Raúl Silva Castro señaló en 1958 que «por las agitaciones políticas y por su ausencia reciente del país, que coincidió en parte con aquellas, el editor sentía que era preciso imprimir a la redacción la marcha que siempre había confiado darle: alejamiento de las luchas políticas más enconadas, defensa de la ilustración y del orden, esclarecimiento de cuestiones comerciales llamadas a asentar la prosperidad nacional sin exclusiones, tolerancia religiosa, etc. La tradición de El Mercurio, como puede verse por la enunciación de aquellos principios, comienza con Tornero».

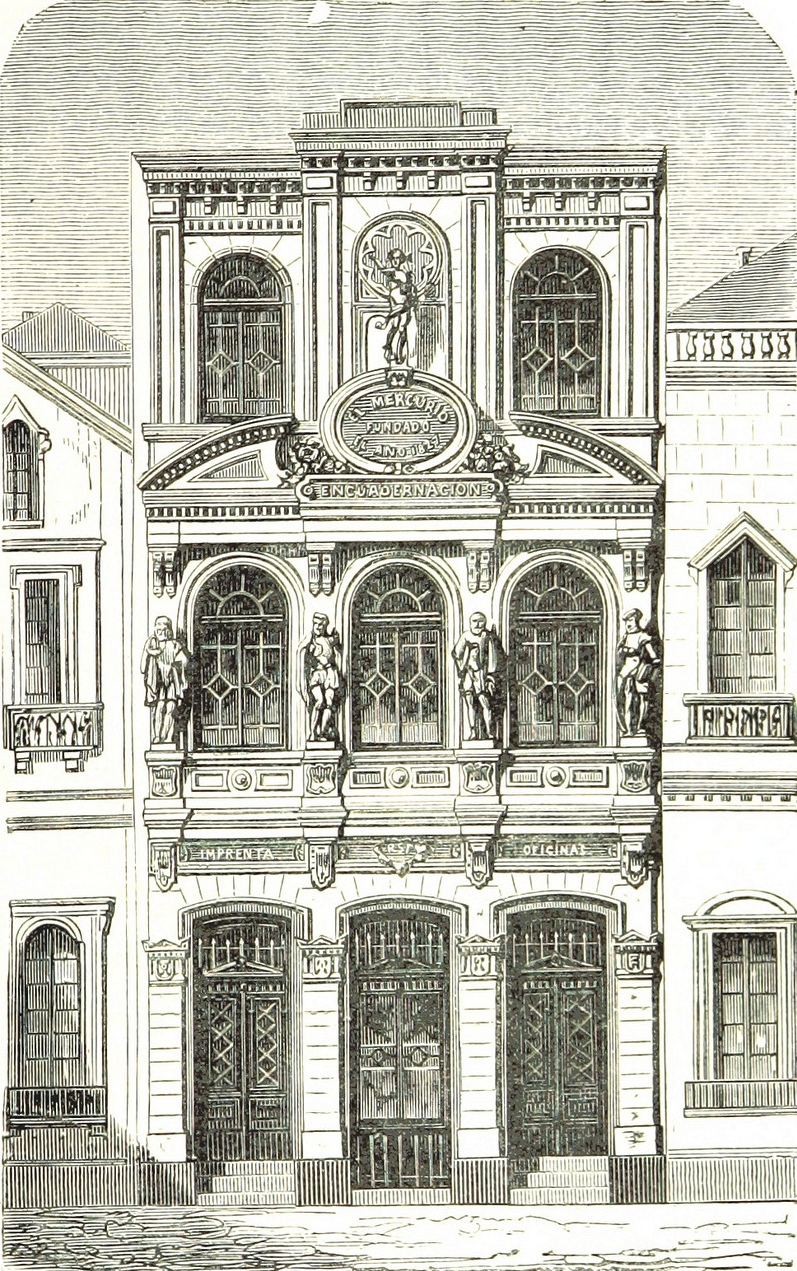
Imprenta de El Mercurio de Valparaíso,

### Los Edwards yEl Mercurio
En 1875, el acaudalado banquero Agustín Edwards Ossandón compró el edificio para saldar deudas contraídas por Tornero. Sin embargo, fue en 1877 que Edwards Ossandón se hizo cargo de todo el periódico, donde su hijo Agustín Edwards Ross fue el principal impulsor. Posteriormente, Agustín Edwards Mac-Clure fundó el diario El Mercurio en Santiago en 1900, periódico que, luego de algunos años, sería el principal diario de la empresa El Mercurio SAP.

### Otras publicaciones
A partir de 1848, se publicó en El Mercurio una columna denominada El Mercurio del Vapor, destinada a entregar noticias referentes a los barcos que arribaban y salían del puerto de Valparaíso. Con los años, esta columna se transformó en un periódico aparte que circuló hasta 1882.
Desde el 13 de agosto de 1853 al 31 de diciembre de 1859, El Mercurio de Valparaíso editó un periódico de carácter regional, destinado a las provincias, denominado El Mercurio de Provincias. 

### Imprenta deEl Mercurio de Valparaíso
En agosto de 1827 llegó a Valparaíso el joven operario de imprenta estadounidense Thomas Wells, cargando consigo elementos de imprenta. Wells se asoció con Pedro Félix Vicuña, y juntos instalaron en la subida de la Iglesia de la Matriz la que sería la primera local imprenta de El Mercurio de Valparaíso.
La imprenta imprimió allí entre 1827 y 1838. En 1838 se trasladó al área de la plazuela San Agustín. En 1841 se estableció en la calle de la Aduana —actual calle Prat— con la subida del Almendro —actual calle Urriola—. Posteriormente, se trasladó a la calle San Juan de Dios —actual calle Condell—. Entre 1869 y 1901, se instaló nuevamente en la calle de la Aduana —hoy Prat—, mudándose después hasta la ubicación que ocupó hasta el Estallido Social en la calle Esmeralda 1002, en el céntrico sector comercial y financiero del barrio Puerto.
Desde el 19 de octubre del 2019, tras ser incendiadas sus instalaciones, el diario más antiguo de la lengua Castellana no tiene una crónica presencial en funcionamiento.

## Directores

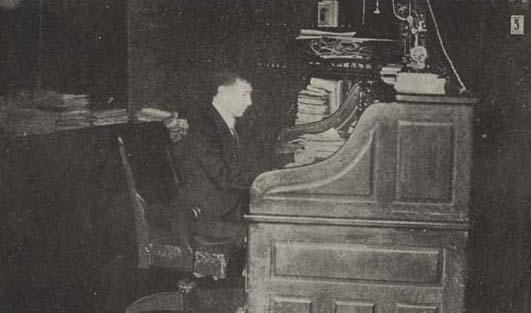
Julio Pérez Canto, director del periódico entre 1915 y 1920.

El cargo de director de El Mercurio de Valparaíso fue creado formalmente en 1880.
| Director                          | Período                                         |
| --------------------------------- | ----------------------------------------------- |
| Jorge Délano Edwards              | 1880 - diciembre de 1900                        |
| Humberto Fernández Godoy          | Enero de 1901 - octubre de 1904                 |
| Juan Esteban Ortúzar              | Octubre de 1904 - marzo de 1908                 |
| Guillermo Pérez de Arce Adriazola | Marzo de 1908 - marzo de 1915                   |
| Julio Pérez Canto                 | Marzo de 1915 - diciembre de 1920               |
| Joaquín Lepeley Contreras         | Enero de 1921 - diciembre de 1955               |
| Francisco Le Dantec Brugger       | Octubre de 1955 - marzo de 1967                 |
| Fernando Durán Villarreal         | Abril de 1967 - diciembre de 1973               |
| Alex Varela Caballero             | Enero de 1974 - junio de 1976                   |
| Andrés Aburto Sotomayor           | Julio de 1976 - junio de 1979                   |
| Leopoldo Tassara Cavada           | Julio de 1979 - junio de 1986                   |
| Germán Carmona Mager              | Julio de 1986 - abril de 1990                   |
| Enrique Schroder Vicuña           | Abril de 1990 - 9 de septiembre de 1998         |
| Carlos Schaerer Jiménez           | 9 de septiembre de 1998 - 30 de octubre de 2000 |
| Marco Antonio Pinto Zepeda        | 31 de octubre de 2000 - octubre de 2007         |
| Juan Pablo Toro Vargas            | Octubre de 2007 - 31 de enero de 2011           |
| Pedro Urzúa Bazín                 | 31 de enero de 2011 - 3 de agosto de 2014       |
| Carlos Vergara Ehrenberg          | 4 de agosto de 2014 a la fecha                  |